# Reserva Nacional de Tumbes
Die Reserva Nacional de Tumbes ist ein nationales Schutzgebiet in Nordwest-Peru in der Region Tumbes. Es wurde am 7. Juli 2006 eingerichtet. Verwaltet wird es von der staatlichen Naturschutz-Agentur Servicio Nacional de Areas Naturales Protegidas por el Estado (SERNANP). Das Areal besitzt eine Fläche von 192,67 km². Es wird in der IUCN-Kategorie VI als ein Schutzgebiet geführt, dessen Management der nachhaltigen Nutzung natürlicher Ökosysteme und Lebensräume dient. Es dient der Erhaltung der äquatorialen Trockenwälder an der Pazifikküste und damit einem Ökosystem bedrohter Pflanzen- und Tierarten.

## Lage
Das Schutzgebiet liegt an der ecuadorianischen Grenze in den Distrikten Pampas de Hospital (Provinz Tumbes) und Matapalo (Provinz Zarumilla). Es befindet sich 45 km südsüdöstlich der Regionshauptstadt Tumbes. Das Schutzgebiet erstreckt sich über ein bis zu 900 m hohes Bergland im Südosten der Region Tumbes. Es wird im Süden vom Grenzfluss Río Tumbes (auch Río Puyango) begrenzt. Im Norden grenzt das Schutzgebiet an den Nationalpark Cerros de Amotape.

## Ökologie
In dem Gebiet wurden 67 Säugetierarten und 270 Vogelarten gezählt. Zu den Säugetieren in dem Schutzgebiet zählt der Weißwedelhirsch (Odocoileus virginianus), das Guayaquil-Hörnchen (Sciurus stramineus), der Südamerikanische Fischotter (Lontra longicaudis), der Mantelbrüllaffe (Alouatta palliata), der Jaguar (Panthera onca) und die Langschwanzkatze (Leopardus wiedii). Zur Vogelwelt gehört der Gelbmasken-Sperlingspapagei (Forpus xanthops), der Feuerflügelsittich (Brotogeris pyrrhoptera), der Südliche Schmuckameisenpitta (Grallaricula peruviana), der Graurückenbussard (Leucopternis occidentalis), der Weißschwanz-Blaurabe (Cyanocorax mystacalis) und der Blassfußtöpfer (Furnarius leucopus). Zu den Reptilien in dem Gebiet gehört die Greifschwanz-Lanzenotter (Bothriechis schlegelii), die Gattung Dicrodon aus der Familie der Schienenechsen und das Spitzkrokodil (Crocodylus acutus). Im Schutzgebiet wachsen u. a. folgende Pflanzenarten und -gattungen: Ceiba trischistandra, Albizia inundata, Cavanillesia platanifolia, die Gattung Tabebuia, Prosopis pallida und Bursera graveolens.